# Bączałka
Bączałka – wieś w Polsce położona w województwie podkarpackim, w powiecie dębickim, w gminie Brzostek.
W latach 1975–1998 miejscowość administracyjnie należała do województwa tarnowskiego.

## Historia
Pierwsza wzmianka o Bączałce pochodzi z 1424 r., wieś prawdopodobnie powstała na przełomie XIV i XV w. W 1846 r., podczas rabacji galicyjskiej, chłopi z pobliskiej Smarżowej zrabowali miejscowy dwór. W latach 1990–1991 prowadzono tu poszukiwania ropy naftowej i gazu ziemnego.